# Jaurrieta
Jaurrieta – gmina w Hiszpanii, w Nawarze, o powierzchni 30,84 km². W 2011 roku gmina liczyła 218 mieszkańców.